# بيتر جيلكريست
بيتر جيلكريست ((بالإنجليزية: Peter Gilchrist)‏) (من مواليد 1968) هو لاعب بلياردو من سنغافورة.
شارك في دورة الألعاب الآسيوية 2006 في الدوحة بقطر.